# بوستوا
بوستوا هي بلدية في مقاطعة فرشيلي التابعة لإقليم بييمونتي الإيطالي، تقع على بعد حوالي 80 كيلومتر (50 ميل) إلى الشمال الشرقي من مدينة تورينو وحوالي 45 كيلومتر (28 ميل) شمال غرب مدينة فيرتشيلي. في 31 كانون الأول / ديسمبر 2004 كان عدد سكانها 568 نسمة، وتبلغ مساحتها 16.6 كيلومتر مربع (6.4 ميل2).

## الجغرافيا
تقع بوستوا على حدود البلديات التالية: آيلوكي، بورغوسيشيا، كابريلي، غواردابوزون، سكوبا، فوشا.